# Hayesomyia tripunctata
Hayesomyia tripunctata är en tvåvingeart som först beskrevs av Maurice Emile Marie Goetghebuer 1922.  Hayesomyia tripunctata ingår i släktet Hayesomyia, och familjen fjädermyggor. Arten har ej påträffats i Sverige.